# 66151 Josefhanus
66151 Josefhanus este o planetă minoră (asteroid), cu un diametru de 6,183 km, din centura de asteroizi. A fost descoperită pe 16 octombrie 1998 la Ondřejovská hvězdárna⁠(d) de Petr Pravec⁠(d). 
Obiectul prezintă o orbită caracterizată de o semiaxă mare de 2,9664578085408 UAi, o excentricitate de 0,065849915941752, o înclinație de 9,3304517975337 ° în raport cu ecliptica.